# Dipartimento di M'Batto
Il dipartimento di M'Batto è un dipartimento della Costa d'Avorio. È situato nella regione di Moronou, distretto di Lacs.
Nel censimento del 2014 è stata rilevata una popolazione di 106.964 abitanti. 
Il dipartimento è suddiviso nelle sottoprefetture di Anoumaba, Assahara, M'Batto e Tiémélékro.